# Філософський камінь
Філософський камінь — в уявленнях середньовічних європейських алхіміків невідомий хімічний реактив, необхідний для перетворення (так званої трансмутації) неблагородних металів у золото або срібло. 
Одним із головних завдань алхіміків було добування філософського каменя. Уявлення про спосіб його отримання різнилися. Він нібито бував білий і червоний. Білий перетворював неблагородні метали на срібло, а червоний — на золото. Перший також називався білий лев, біла тинктура або малий магістеріум. Другий знаний під додатковими назвами червоний лев, червона тинктура, великий еліксир, великий магістеріум.
Крім трансмутації металів йому також приписувалися властивості панакеї та еліксиру молодості. Розчин філософського каменя, так званий золотий напій (лат. aurum potabile), вжитий у малих дозах, повинен був зцілювати всі хвороби, молодити старе тіло та подовжувати життя.
У прагненні знайти філософський камінь алхіміки досліджували різноманітні речовини, створюючи базу знань, яка розвинула хімію, фармакологію та металургію.

## Властивості
Згідно з легендами, філософський камінь був речовиною, здатною перетворювати неблагородні метали (залізо, олово, свинець, цинк, нікель або мідь), на золото та срібло. Він також мав силу виліковувати хвороби, омолоджувати та навіть дарувати безсмертя, якщо випити філософський камінь, розчинений у вині. Інші властивості включають: створення постійно палаючих ламп, перетворення звичайних кристалів на дорогоцінне каміння та діаманти, оживлення мертвих рослин, створення гнучкого або ковкого скла та створення двійника чи гомункула. Загалом філософський камінь нібито доводить усе, чого торкається, до досконалості. Тому він є метою алхімії.
Філософський камінь, як уявляли алхіміки, міг бути твердою речовиною, порошком або рідиною. Білий камінь перетворює метали на срібло, а червоний на золото; червоний утворюється з білого. Порошкоподібному філософському каменю приписувалося сяяння та сильний приємний запах. Іноді вважалося, що філософський камінь трапляється повсюдно, але його не розпізнають і не цінують. У трактаті «Gloria Mundi» (1526) стверджується: «багаті і бідні тримають його щоденно».

## Створення

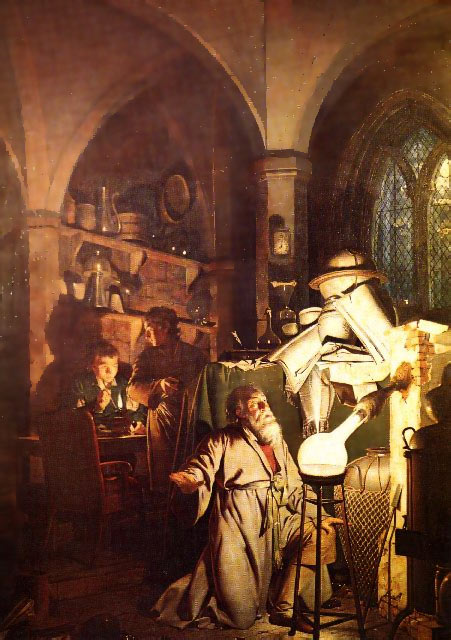
Джозеф Райт «Алхіміки в пошуках філософського каменя», 1771 р.

Створення філософського каменя називалося «Великою справою». Серед складників, необхідних для приготування філософського каменя, алхіміки згадували: чисті золото та срібло, «софічна сірка» та «софічна ртуть», «софічна сіль». Ці складники потрібно було помістити до тигля — «герметичної вази», знаної також як «філософське яйце». Запечатаний тигель мусив нагріватися вогнем. Процеси, що повинні були відбуватися в тиглі, по-різному описувалися алхіміками. Парацельс згадував «сім процесів», тоді як Джордж Ріплі писав про дванадцять. Ці процеси могли пов'язуватися зі знаками зодіаку. Поміж них: кальцинування, тверднення, фіксація, розведення, травлення, очищення, сублімація, розділення, просочування, ферментація, розмноження, проєкція.
Уявлення про створення філософського каменя базувалися на ідеї, що метали мають свої тіло та дух і можуть розмножуватися, подібно до рослин. Втрачаючи дух, метал нібито «помирає», але залишає «насіння», що «проростає», потрапивши на підхожу субстанцію. Отже, благородні метали, що входять до складу філософського каменя, «помираючи», перетворюють на себе інші метали. Псевдо-Роджер Бекон стверджував, що філософський камінь здатен трансмутувати масу металу в «мільйони разів» більшу за власну. Для ілюстрування цього процесу використовувалася легенда про пелікана, що нібито ранить себе та вигодовує власних пташенят своєю кров'ю. З XIV ст. філософський камінь також порівнювали з Ісусом Христом, бо камінь постає ніби рятівником недосконалого мінерального світу, а трансмутація металів порівнювалася з таїнством причастя, в якому хліб і вино містичним чином перетворюються на Христові плоть і кров.
Деякі алхіміки вважали основою філософського каменя «первинну матерію» чи «квінтесенцію» (п'ятий елемент, етер), що становить суть усіх речей, їхній дух. В її пошуках вони експериментували з виділеннями людського організму (калом, сечею, менструальною кров'ю), які намагалися очистити. В результаті алхімікам вдавалося отримати сірку, фосфати й нітрати.
У пошуках філософського каменя могли використовуватися ідеї про чоловічі та жіночі принципи природних явищ і речовин (Сонце-Місяць, сірка-срібло тощо). Філософський камінь вважався «дитиною» чоловічих і жіночих речовин, який сам по собі одночасно чоловічий і жіночий, земний і небесний.
Тому деякі керівництва зі створення каменя більш метафоричні, як у трактаті «Atalanta Fugiens» (1617):
|                                              | Зроби чоловіка та жінку в колі; потім чотирикутник; з цього трикутник; знову зроби коло, і ти отримаєш камінь мудрості. Так робиться камінь, який ти не зможеш відкрити, якщо старанністю не навчишся розуміти це геометричне вчення. |
| — Міхаель Майєр, Atalanta Fugiens Emblem XXI | |

## Історія
У європейській західній культурі серед перших авторів, які описували подібні речовини, був грецький алхімік єгипетського походження Зосімос із Панополіса (близько 300 р. н. е.). Він стверджував, що металургії та виготовленню філософського каменя людей навчили занепалі янголи. Вживання філософського каменя приписувалося біблійним патріархам (таким як Мафусаїл), чим пояснювалося їхнє легендарне довголіття. Можливо, уявлення про філософський камінь, здатний трансмутувати неблагородні метали в золото, виникло через хризопею (χρυσοποιία) — науку виготовлення імітації золота з бронзи.
Філософський камінь з'явився в західних алхімічних колах приблизно в XII ст. Пізніше францисканський монах і філософ Роджер Бекон писав, що камінь може перетворювати недосконалі метали на благородні та продовжувати життя людини. Під час німецького Відродження Парацельс, у XVI ст. зосереджувався на медичному застосуванні алхімії, пишучи про духовне піднесення та фізичне довголіття, що буцімто відбуваються внаслідок споживання еліксиру з філософського каменя.
У XVII ст. «кордіал» на основі золота описувався у фармакопеях як засіб для лікування хвороб, спричинених зменшенням «життєвого духу», таких як непритомність, гарячка, меланхолія та епілепсія. Джеймс Комптон Бернетт, лікар і гомеопат, опублікував у 1879 році трактат про золото як лікарський засіб, який має збуджувальний ефект і зокрема є афродизіаком.

## Аналоги в інших культурах
В індуїстській і буддійській культурі згадується чінтамані — камінь, який може очищувати воду, а в пізнішій традиції виконує бажання.
Китайські алхіміки вважали еліксиром довголіття колоїдне золото.
Протягом тисячоліть традиційна індійсько-індуїстська медицина стверджувала, що препарати, що містять золото, оздоровлюють і омолоджують. У Біблії Мойсей, повернувшись із гори Синай із Десятьма Заповідями, виявив як його народ поклоняється золотому тельцеві; Мойсей розтер ідола на порошок і зробив з нього напій (Вихід 32:20).